# دنیل نیگرو
دانیل لئونارد نیگرو(متولد ۱۴ مه ۱۹۸۲) (به انگلیسی: Daniel Leonard Nigro) یک تهیه‌کننده موسیقی و ترانه‌سرای آمریکایی است. او خواننده اصلی و گیتاریست گروه ایندی راک از تال از لاینز بود. نیگرو برای هنرمندانی همچون اسکای فریرا، جو جوناس، کایلی مینوگ، کارولین پولاشک، اولیویا رودریگو، چاپل رون، درموت کندی، میزی پیترز و کونان گری آهنگ‌هایی تولید و نوشته است.
نیگرو برای ۱۶ جایزه گرمی نامزد شده است که از میان آن‌ها، جایزه بهترین آلبوم پاپ وکال را برای کارش روی آلبوم «ترش» اولیویا رودریگو و همچنین جایزه تهیه‌کننده غیرکلاسیک سال، را در سال ۲۰۲۵ برنده شد. در سال ۲۰۲۴، او به عنوان «تهیه‌کننده سال» توسط ورایتی هیت میکرز و «ترانه‌سرای سال» در جوایز موسیقی پاپ ای‌اس‌سی‌ای‌پی  انتخاب شد.

## اوایل زندگی
دنیل لئونارد نیگرو در ماساپیکوا پارک، نیویورک، در لانگ آیلند بزرگ شد. پدرش لوئیس، صاحب کسب‌وکاری نسل دوم و مادرش کلر، هنرمندی متخصص در نقاشی با رنگ روغن بود. او در دوران جوانی درس‌های پیانو، گیتار و آواز گرفت. خواهرش، الکساندرا (الکسیا)، شرکت مد اسکا را تأسیس کرد و برادرش، لئونارد، یک سرآشپز بین‌المللی است.
نیگرو از مهدکودک تا دبیرستان در مدارس کاتولیک تحصیل کرد. او یک‌بار گفت که «هرگز احساس نکرد نیاز به رفتن به دانشگاه دارد»، اما در دانشگاه فوردهام تحصیل کرد.

## زندگی شخصی
نیگرو در سپتامبر ۲۰۲۰ با هنرمند بصری امیلی ویلیامز ازدواج کرد. این زوج یک فرزند به نام ساوریز رین دارند که می‌توان صدای وی را در ثانیه‌های پایانی ترانه «رؤیای نوجوانی» از اولیویا رودریگو شنید.

## حرفه

### از تال از لاینز
با دوستان دبیرستانی خود، سین فیتزجرالد و کلیف سارکونا، نیگرو در سال ۲۰۰۱ گروه ایندی راک به نام از تال از لاینز را تشکیل داد و یک دموی چهار آهنگی را خودشان تولید کردند که شامل آهنگ «پادشاه جهان» بود که به محبوبیت زیادی در میان طرفداران محلی دست یافت. در طول سال‌های بعد، گروه تغییراتی در ترکیب اعضا تجربه کرد. در سال ۲۰۰۲، آنها اولین ئی‌پی  خود با عنوان «خون افسانه‌ها» را منتشر کردند. در سال ۲۰۰۳، آنها قراردادی با کمپانی‌های آیلند و تریپل کرون رکوردز امضا کردند و با حمایت کامل والدینشان، دانشگاه را ترک کردند تا به‌طور تمام‌وقت به موسیقی بپردازند.
در سال ۲۰۰۴، گروه اولین آلبوم خود با عنوان «لافکادیو» منتشر کردند و اولین تور خود را آغاز کردند. در سال ۲۰۰۶، آنها آلبوم «از تال از لاینز»  را منتشر کردند و یک تور سراسری را به عنوان هنرمند اصلی آغاز کردند. در ژوئیه ۲۰۰۷، آنها در برنامه جیمی کیمل لایو! ظاهر شدند. در سال ۲۰۰۹، آلبوم «شما نمی‌توانید او را با خودتان ببرید» منتشر شد که به رتبه ۸۸ در جدول بیلبورد ۲۰۰ رسید. تا سپتامبر ۲۰۱۰، گروه از هم جدا شد. با اعلام این خبر، آخرین کنسرت‌های آنها به سرعت بلیت‌هایشان به اتمام رسید و تاریخ‌های بیشتری به برنامه اضافه شد. آنها بلافاصله برنامه‌ای را برای اجرای مجدد ترتیب دادند که در سال ۲۰۱۵ بدون انتشار موسیقی جدید انجام شد.

### حرفه ترانه‌سرایی
نیگرو به همراه دوست دوران کودکی‌اش جاستین ریزن به لس آنجلس نقل مکان کرد تا یک ترانه‌سرا شود.او ابتدا با ساخت یک جینگل برای تبلیغ مک‌دونالد موفقیت اولیه‌ای به دست آورد و سپس با اسکای فریرا همکاری کرد.

### امیوزمنت رکوردز
پس از اینکه نیگرو و خواننده-ترانه‌سرا آمریکایی چپل رون برای سال‌ها با هم کار کردند، رون توسط لیبل قبلی‌اش رها شد. برای ادامهٔ همکاری در نوشتن، تولید و انتشار آهنگ‌ها، نیگرو یک لیبل مستقل به نام امیوزمنت رکوردز تأسیس کرد.
تا سپتامبر ۲۰۲۴، روان تنها هنرمندی است که با امیوزمنت قرارداد امضا کرده است. نیگرو همچنین گفته است که در آینده ممکن است هنرمندان دیگری را به امیوزمنت اضافه کند. او می‌گوید: «اما مسئله این است که فردی را پیدا کنم که بخواهم ۳۰۰ روز از وقتم را به او اختصاص دهم. این فقط پیدا کردن یک هنرمند که دوستش دارم و فکر می‌کنم عالی است نیست. مسئله این است که آیا ارتباطی احساس می‌کنیم که بتوانیم این همه زمان را صرف ساختن چیزی کنیم و سپس آن را تبلیغ کنیم و تیم‌های خلاقانه مناسب را پیدا کنیم و شما را با محتوا اذیت کنیم؟ این همه چیز است.» این موضوعی مشترک در حرفهٔ هنری نیگرو است که با حمایت کامل والدینش همراه شده است.